# Szymony
Szymony – wieś sołecka w Polsce położona w województwie mazowieckim, w powiecie mińskim, w gminie Kałuszyn.
W latach 1975–1998 miejscowość administracyjnie należała do województwa siedleckiego.
Od nazwy wsi (gniazda) swe nazwisko wywodzi ród Szymońskich herbu Jastrzębiec.
Wierni Kościoła rzymskokatolickiego należą do parafii Wniebowzięcia Najświętszej Maryi Panny w Kałuszynie.